# Sandviks gård, Järfälla kommun

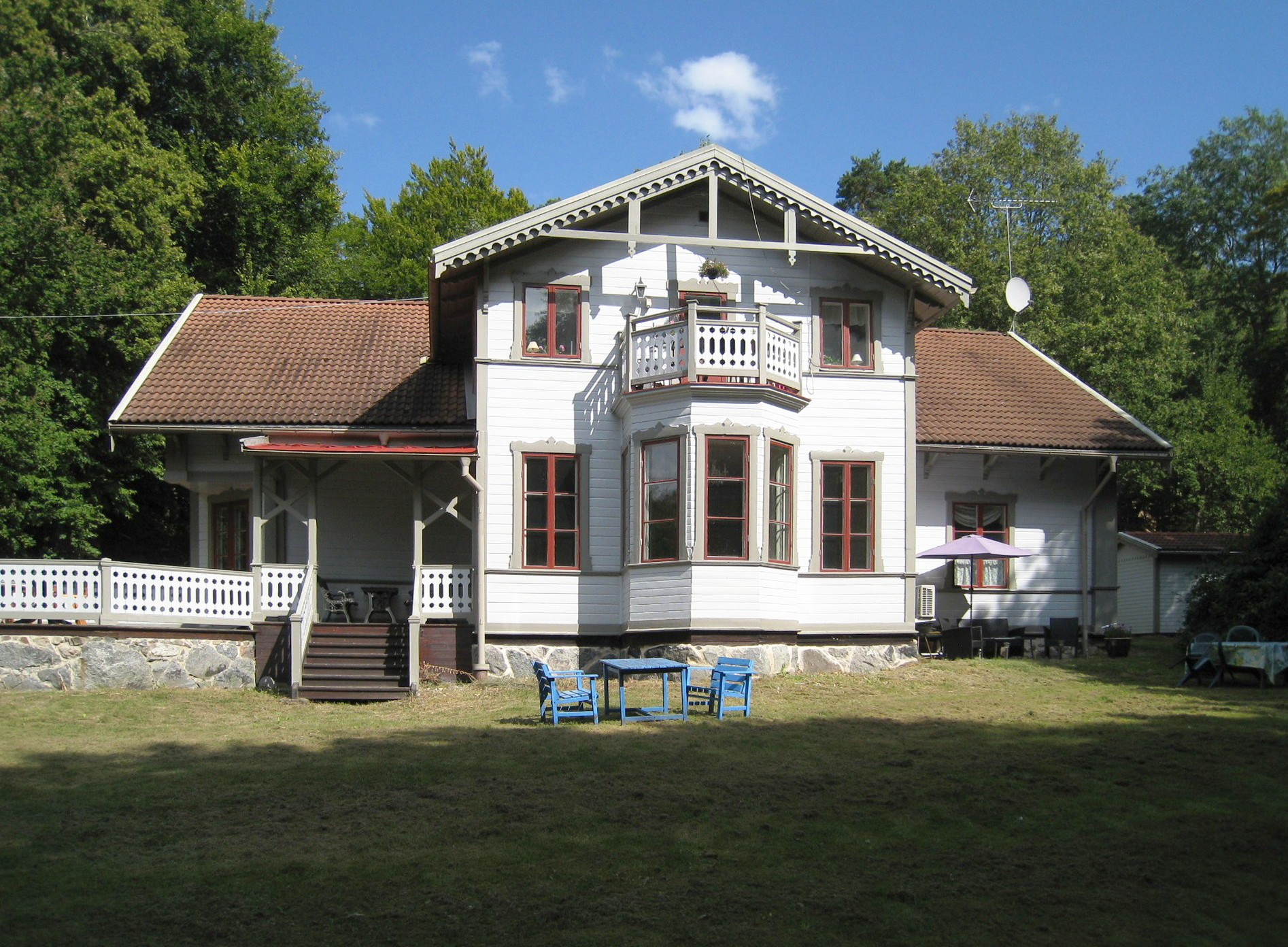
Sandviks gård, huvudbyggnaden, augusti 2015.

Sandviks gård är en gård som ligger i Görvälns naturreservat invid Mälarens strand i Järfälla kommun cirka 20 km väster om Stockholm. Området kring gårdsplanen har rik lövträdsvegetation med flera naturminnesförklarade gamla ekar. Åt sydväst avgränsar en vattendamm gårdsplanen och i östlig riktning ansluter trädgårdsanläggningen. Sandvik har också en egen ångbåtsbrygga, det visar att sjövägen förr var viktig för resande till och från Sandvik. Till Sandviks gård kan man från parkeringen invid Vattenverksvägen promenera grusvägen söderut utmed Hummelmora hage och sedan följa skyltar genom skogen fram till gården.

## Allmänt

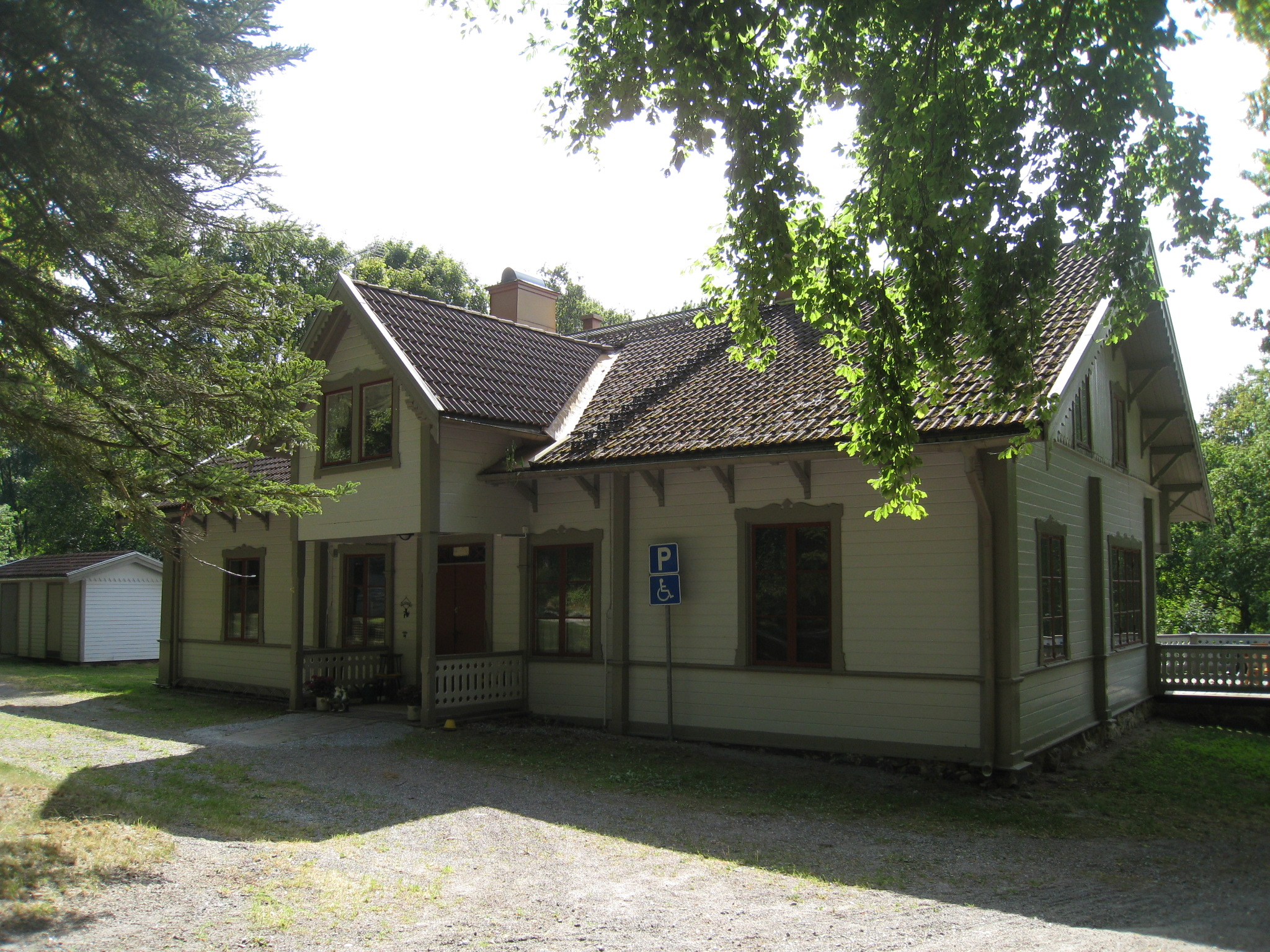
Huvudbyggnaden från norr.

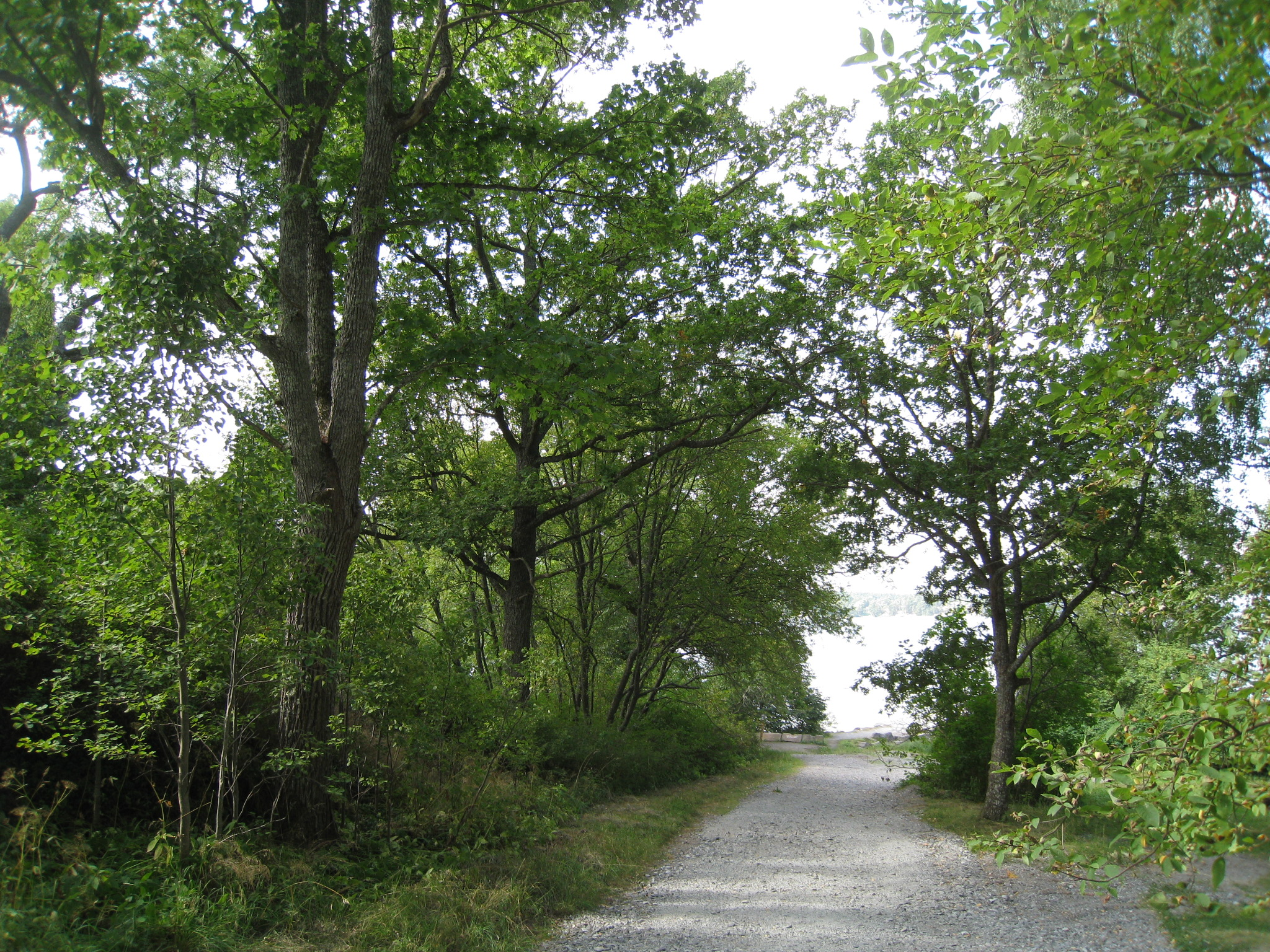
Vägen ner till badet och bryggan vid Sandvik. En sentida runsten står ungefär 50 meter sydöst om Sandviks brygga. Den har följande inskrift: August Fries Sandvik, där dock a är förväxlat med n och e med R.

Bebyggelse vid Sandviks gård finns markerad på en karta från 1650-talet på platsen vid den nuvarande gården. Men på 1690-talet verkar platsen överges och först på 1770-talet finns Sandvik med i både husförhörslängden och mantalslängden, så troligen bebyggdes Sandvik först på 1770-talet. Åren 1775-1776 bebyggdes det och den nuvarande huvudbyggnaden uppfördes. Det var ett timmerhus med spåntak. Sandvik tillhörde Veddesta gård på den tiden. I anslutning till några tvister 1788 skedde en kartläggning av Veddesta skog, där Sandvik markeras och upptas i beskrivningen.
Sandvik ombyggdes på 1850-talet till en sommarvilla i schweizerstil med lövsågerier och åttakantigt utsiktstorn. Det var en tidstypisk representant för 1800-talets sommarnöjen i Stockholms omgivningar. Ännu på 1970-talet var villan i två plan gulmålad och var utvändigt beklädd med panel. Fönster- och dörromfattningar var vita och dekorerade med vackra lövsågerier. Till huset hörde tidigare den åttkantiga utbyggnaden i sydvästra hörnet med öppen utsiktsveranda på övre planet. År 1976 överläts gården och strandremsan till Järfälla kommun, som idag hyr ut husen till föreningar och till en hyresgäst i huvudbyggnadens övervåning. Byggnaden har renoverats i två omgångar.
De tre torpen Sandudden, Hummelmora och Lövholmen ligger på mark som tillhörde Viksjö gård i Järfälla. Sanduddens torpstuga och några ytterligare hus ligger vid bron mot Koffsan och Skäftingeholmen. Torpet Hummelmora ligger i en sluttning ner mot Mälaren, där marken betas av får. Hummelmora nämns för första gången 1618 i en dombok. Marken är dels öppen, dels beväxt med lövträd och buskar. Från 1700-talets slut var torpet bostad  för skogvaktaren i Viksjö. Innanför Skäftingeholmen ligger den lilla holmen Koffsan och åtminstone mellan 1731 och 1792 låg en krog här. Det var på midsommarafton 1731 som Carl von Linné besökte Koffsan under en båtresa mellan Uppsala och Stockholm och han samlade då in växter från ön. Hemmanet Vam flyttades 1825 ut till Skäftingeholmen genom enskiftet och därefter kallades ön Lövholmen. På södra delen av holmen ligger några bevarade hus, som uppfördes 1928 och på 1940-talet, och som fungerar som personalbostäder till Görvälns vattenverk. Ett bostadshus från 1900-talets början finns också på Lövholmen. Torpet Skäftinge, som idag endast har några husgrunder som minner om torpet, låg på norra delen av Skäftingeholmen och omnämndes för första gången 1616. Skäftinge brukades av arrendatorer ända till 1950 och låg under Görväln.
Till Sandvik hörde de två torpen, Henriksdal och Törndal. Torparen Gustaf Andersson var den förste som bodde på Henriksdal. Han kom till Henriksdal 1866 och bodde kvar till 1904. Därefter har stugan använts som bostad för skogsarbetare. Torpstugan är förhållandevis välbevarad och används idag, tillsammans med några mindre byggnader, för föreningsverksamhet. Törndal var endast bebott mellan 1802 och 1814 och var då skogvaktarboställe. En husgrund med spisröse minner idag om stugan.

## Bronsåldersfynd

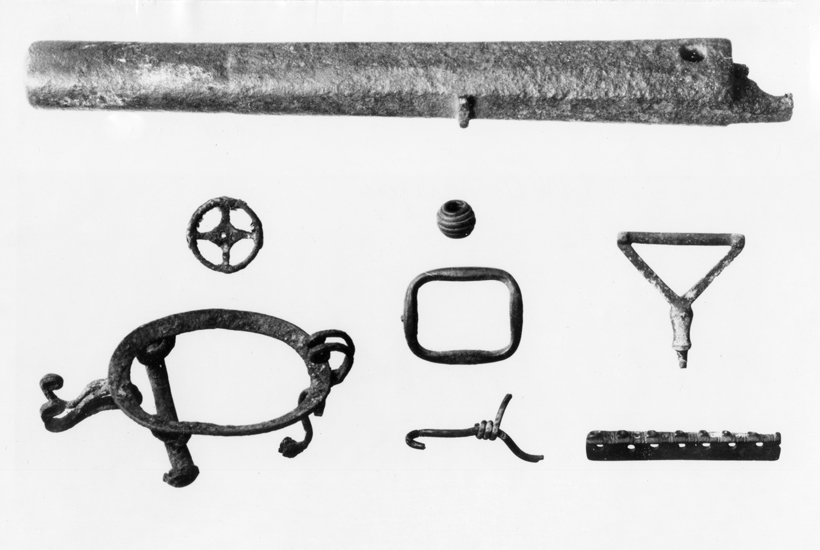
Bronsföremål funna omkring 1885 vid Sandviks gård.

På 1800-talet, omkring år 1885, fann man sju stycken bronsåldersföremål vid Sandvik vid plöjning av en åker. Någon gång i forntiden har något förlorat, eller offrat, sin skafthålsyxa av sten vid Sandvik. Man hittade också en pärla av spirallagd trind tråd, en kedjedelare, en ögla till ett hänge, underrede till solvagn, hjul, spänne och ett smycke, som utgörs av en triangulär ram med ett balusterformat utsprång. Dessa fynd från bronsåldern (1800-650 f.Kr.) ägdes tidigare av baron Peder Magnus af Ugglas och före honom var ägaren till fynden överstelöjtnant Joachim Kruse och hans maka Margit, dotter till baron af Ugglas, som vid tiden för fyndet ägde Sandviks gård och i vars ägo fynden tidigare varit.

## Sandviks ägare
Den förste kände ägaren var amiralitetsfältskäraren Lars Kammecker (1732-1777). Han ägde Veddesta gård och därmed Veddesta skog, där Sandvik ligger.

### 1800-talets första hälft
Sandvik var utarrenderat under 1800-talets första hälft. Författaren Carl Jonas Love Almqvist och hans gode vän Johan August Hazelius, far till Arthur Hazelius (Skansens skapare), hade tänkt arrendera Sandvik för att leka bönder där. I början av 1816 hade den 23-årige Almqvist, då filosofie magister och informator i Stockholm och tjänsteman i ett par ämbetsverk, blivit invald i Manhemsförbundet. Det var ett sällskap för patriotisk-moralisk uppfostran i götisk kristlig anda. Det så kallade idealiserade bondelivet, som Almqvist tidigare utvecklat i de stadgar för Manhemsförbundet han 1816 fick i uppdrag att utarbeta, var en modefluga, ett slags 1800-talets gröna våg. Dessa lantlivsplaner kan sättas i samband med de tankar om ett enkelt och naturligt lantliv i förening med ett rikt och förfinat inre liv. De båda herrarnas Sandviksplaner rann emellertid ut i sanden.
Under dessa första tjugo år bytte Sandvik ägare ofta och tio personer under denna period ägde Sandvik. Dessa liksom senare ägare bodde inte på Sandvik året runt, utan använde det som sommarställe. Gården bytte ofta arrendatorer. En av ägarna behöll gården i sju år, det var längsta tiden. Åren 1865-1872 ägde kaptenslöjtnanten August Fries (1821-1892) Sandviks gård. August Fries var ledamot av stadsfullmäktige 1867-1887. Han lät bygga om huset till sommarstuga i tidstypisk schweizerstil med snickarglädje, åttakantigt utsiktstorn med mera. Idén hämtades från den lantliga trähusbebyggelsen i Schweiz. Arkitekten hette Ernst Jacobsson och blev sedermera en av de mest efterfrågade i Stockholm. August Fries lät bygga om och till huvudbyggnaden 1866. Då tillkom ett utsiktstorn i två våningar ned mot sjön samt en tillbyggnad, som bland annat innehöll barnkammare, pigkammare och badrum med tillhörande closet, vilket var en av tidens nymodigheter. Det är också August Fries, som har ristat sitt namn i den så kallade falska runstenen vid Sandvik. Han tillverkade nämligen en egen liten runsten, där han ristade in sitt eget och gårdens namn. Stenen finns cirka 50 m norr om huset. Runorna är tyvärr knappt läsliga längre.

### 1859-1880
År 1859 friköptes egendomen Sandvik från Veddesta gård i Järfälla och bebyggdes som sommarnöje troligen kort tid därefter. Det året köpte kapten J.A. Hafström i Stockholm den sydvästra delen av Veddesta skog om 123 tunnland 30 kappland inkluderande även Sandviks gårdsplats. Denna fristående fastighet fick beteckningen Sandvik nr 1. Det fanns dock även tidigare bebyggelse på Sandvik, men man vet inte i vilken mån den ingick i den nya anläggningen. År 1883 intecknades denna avsöndrade fastighet vid häradsrätten rågångsföreningen mellan Sandvik och Veddesta.

### 1880-1891
Från 1880 börjar en period då Sandvik stannar längre hos sina ägare. Detta år köptes gården av den då nyligen avgångne statsministern friherre Louis De Geer den äldre (1818-1896), ämbetsman, politiker och Sveriges förste statsminister 1876-1880. Louis De Geer var far till friherre Louis De Geer den yngre (1854-1935), som också var statsminister, åren 1920-1921. Louis De Geer den äldre var Sveriges förste statsminister 1876-1880. Louis De Geer innehade Sandvik som sitt lantställe från 1880 till 1891. I förtjusta ordalag beskrev han Sandvik i sin självbiografi, en förtjusning som dock svalnade något då han hörde att Stockholms stad skulle anlägga en "upplagsplats för latrin och orenlighet" vid Lövsta, som då tillhörde Järfälla. Det dröjde flera år innan familjen De Geer blev övertygade om att de inte skulle drabbas av några olägenheter. Anläggningen vid Lövsta sopstation blev en viktig förutsättning för framväxten av alla handelsträdgårdar och trädgårdsbruk i Hässelby och senare även i Skälby.
I sin självbiografi skildrar Louis De Geer Sandvik så här:
"Stället var väl byggt i villastil och hade en areal af 125 tunnland, mest skog och berg, kostade med yttre inventarier 35.000 kronor. Det kan sägas vara typiskt för Stockholms omgifningar, icke saknar någon af dess skönheter..."

### 1891-1905

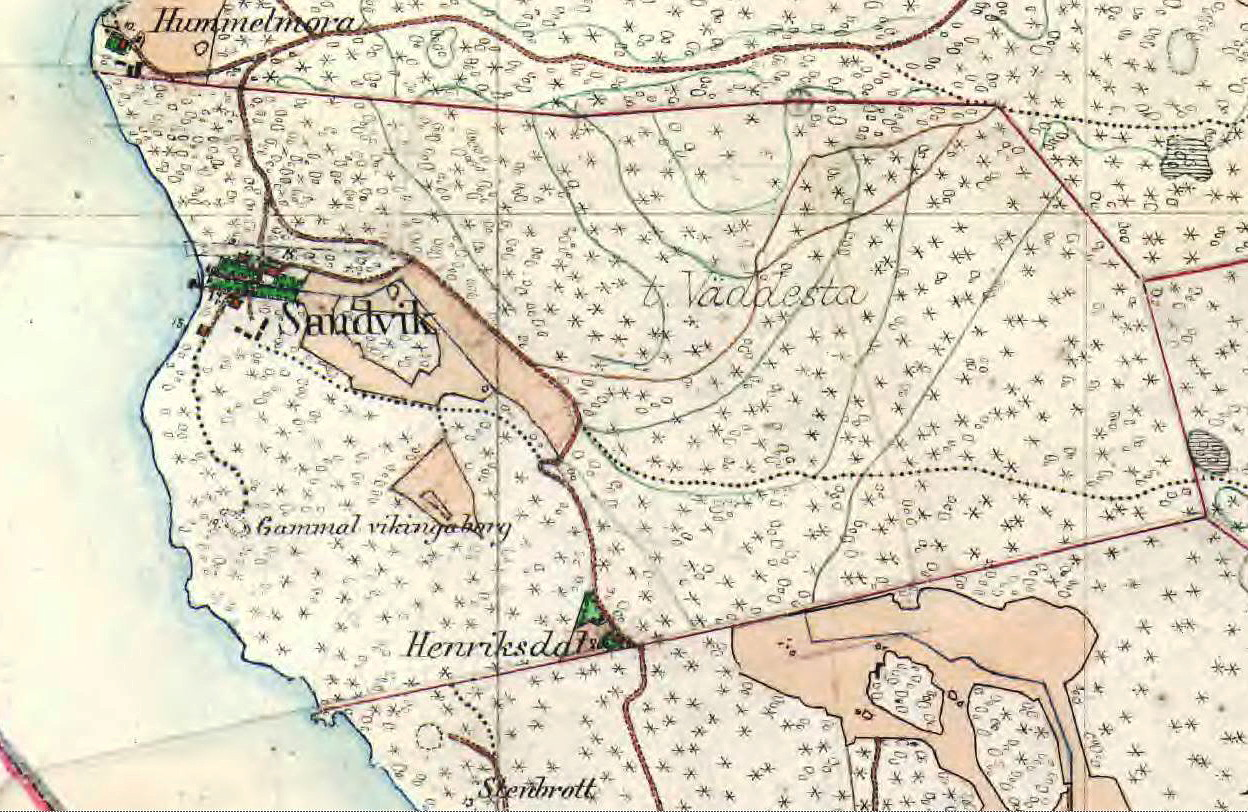
Sandviks ägor kring sekelskiftet 1900.

Louis De Geer ägde gården åren 1880-1891. År 1891 sålde De Geer gården till baron Edvard Bosanquet S:t George de Kantzow (1806-1905), som i sin tur avyttrade gården till friherre Peder Magnus af Ugglas (1865-1941) år 1905.

### 1905-1923
Friherre Peder Magnus af Ugglas köpte gården 1905. Sandvik blev ett omtyckt sommarnöje för familjen af Ugglas 1905-1923. År 1918 köpte af Ugglas även den återstående delen av Veddesta gård i Järfälla kommun, Veddesta skog. På grund av den tidigare uppdelningen av Veddesta skog mellan Veddesta och Barsbro utjord omfattade af Ugglas köp 1918 2 fastigheter Sandvik nr 2 och Sandvik nr 3. I Järfälla kommuns bildarkiv finns ett flertal fotografier från denna tid, som vittnar om ett till synes lugnt och bekymmersfritt sommarliv med kaffe i bersån, bad i Mälaren, promenader på välkrattade grusgångar och besök av släkt och vänner.

### 1923-1976
Efter ett par försäljningar övergick Sandvik i Viksjö AB. 1935 sammanlades alla Sandviks fastigheter till Sandvik 4 och omfattade hela det gamla Veddesta skog. Under åtskilliga decennier under 1900-talet tillhörde Sandvik fastighetsbolaget Hufvudstaden AB och Viksjö AB, som bedrev trädgårdsbruk på området. Trädgårdsbruk drevs där fram till 1953 av Viksjö AB och från 1954 blev det utarrenderat till en trädgårdsmästare. En tid använde Svensk Filmindustri, SF, huvudbyggnaden som lager för gamla filmer. Ägorna utarrenderades till trädgårdsmästerier och några av husen hyrdes ut till sommargäster.

### Från 1976 till idag

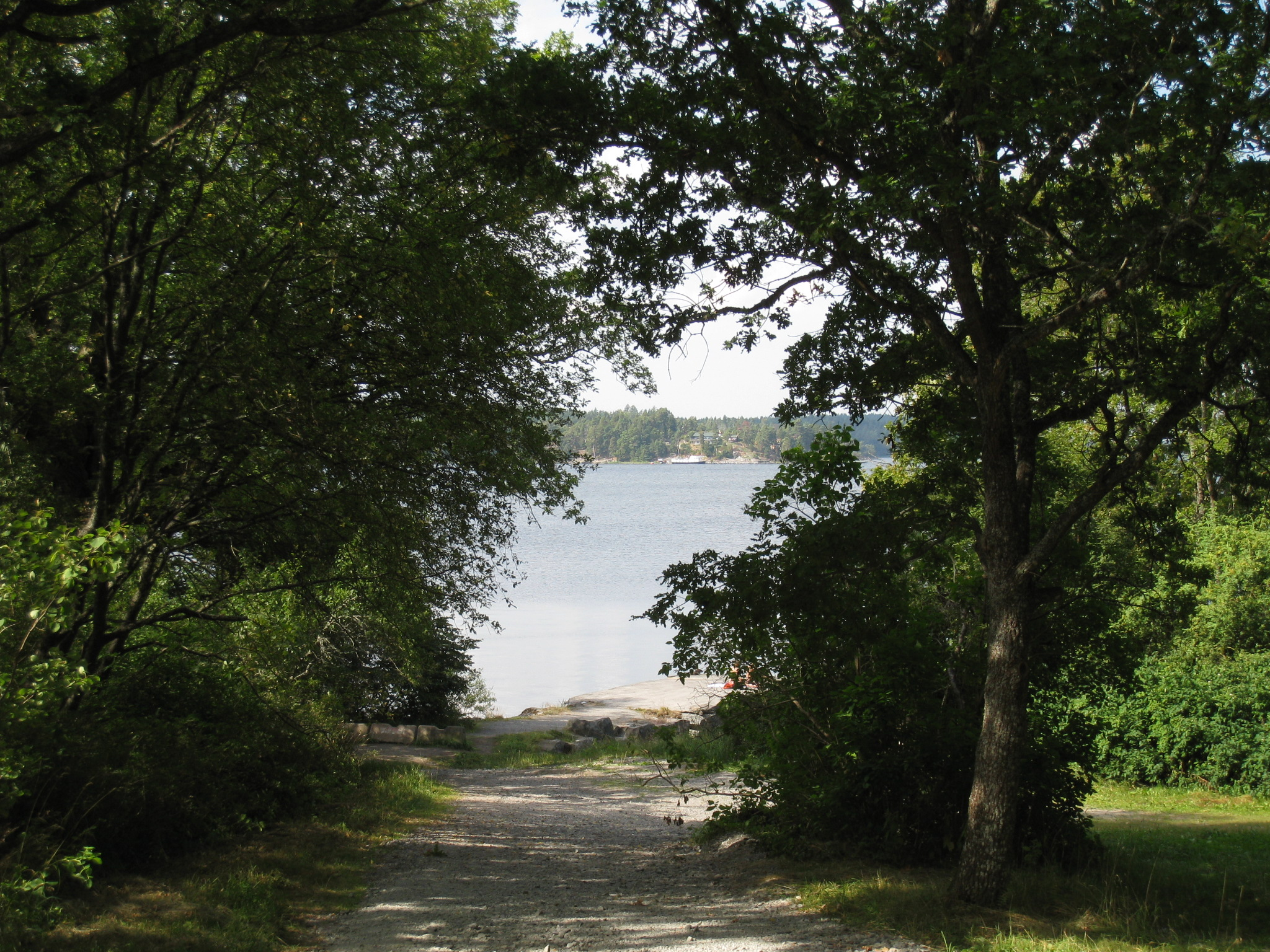
Vägen ner till bryggan och badviken. Till vänster växer en stor gammal ek.

År 1976 övergick Sandvik i Järfälla kommun och huvudbyggnaden har renoverats i två omgångar, först övervåningen och sedan, år 2000-2001,också den nedre våningen. Interiört har bottenvåningen återfått en prägel av sent 1800-tal. Sandvik idag ser dock inte riktigt ut som på de ritningar Ernst Jacobsson gjorde 1866. Utsiktstornet och tillbyggnaden är rivna och snickerierna förenklade. Efter renoveringen får man ändå en bra bild av ett burget sommarställe invid Mälarens strand. Förutom huvudbyggnaden finns bland annat trädgårdsvillan, trädgårdsmästarbostaden, den gamla bagarstugan och ett par ekonomibyggnader kvar. Dessa byggnader i området disponeras av olika föreningar. I närheten av gården finns gamla fridlysta ekar, en av dem är cirka 600 år gammal. Där finns också bokar, en liten bokskog. I dammen framför byggnaden hade man förr fisk. "Det var bara att gå ut och hämta middagsfisken där."

## Sandviks brygga
Ångbåtstrafiken i Järfälla lades ned 1939, men ångbåtsbryggan vid Sandvik ligger fortfarande kvar. I Järfälla hade alla de större gårdarna egna ångbåtsbryggor på 1800-talet. Om vi räknar in de gårdar som då hörde till Järfälla blir det fem ångbåtsbryggor. Dessa fem bryggor var i turordning vid Riddersvik, Lövsta, Sandvik, Görväln och Kallhäll. Från den 6 maj 1822 trafikerades sträckan Uppsala-Stockholm med trähjulångaren Upsala. Den ersattes på 1840-talet först av järnhjulångarna och därefter av propellerdrivna ångbåtar. De reguljära båtturerna mellan Uppsala och Stockholm hade startat redan på 1660-talet. De kom att kallas för Rudbecks postjakter, efter Uppsalaprofessorn Olof Rudbeck den äldre, som var den som ansökte om privilegium hos Kommerskollegium. Förutom posttransporter tog båtarna (segelfartygen) också passagerare. I norra Järfälla fördes Stäket år 1955 över till Järfälla kommun och där fanns det ångbåtsbryggor vid Stäket, Uddnäs och Lugnhamn (vid nuvarande Ängsjö friluftsgård). Några av de övriga ångbåtsbryggorna som ångbåten anlöpte var Nockeby, Rosersberg, Sigtuna och Skokloster. De flesta ångbåtsbryggorna ligger kvar än idag, även om ångbåtstrafiken lades ned 1939.